# Risque sismique
 (février 2010).
Si vous disposez d'ouvrages ou d'articles de référence ou si vous connaissez des sites web de qualité traitant du thème abordé ici, merci de compléter l'article en donnant les références utiles à sa vérifiabilité et en les liant à la section « Notes et références ».

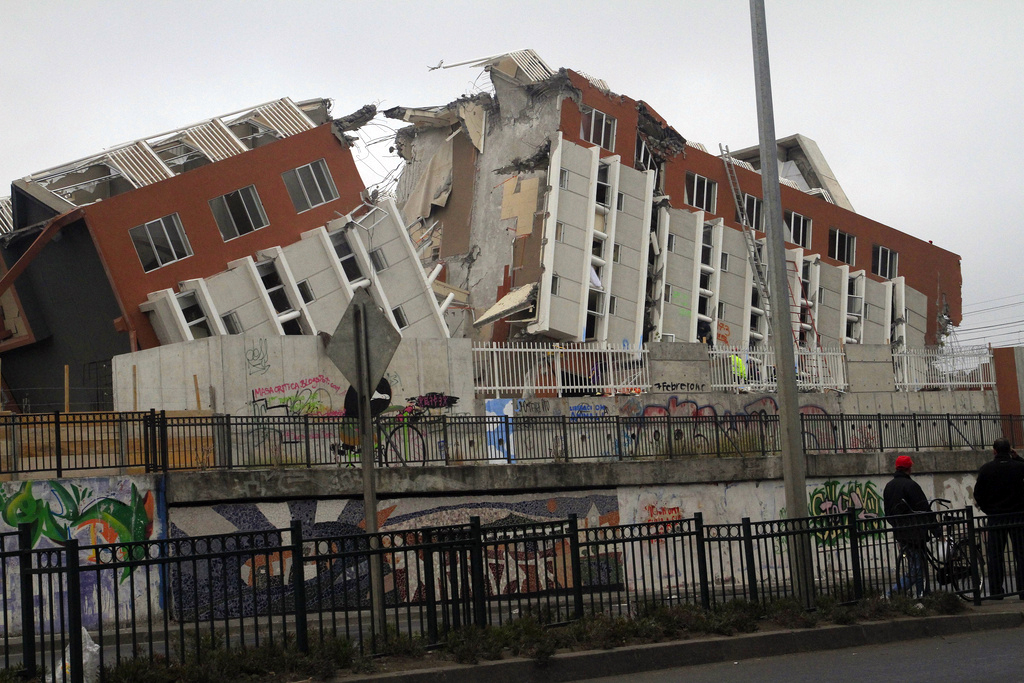
Cet immeuble s'est cassé et effondré parce qu'il était construit sur des sédiments insuffisamment compacts susceptibles de subir des phénomènes différenciés de liquéfaction lors de certains séismes, à une certaine fréquence et intensité de tremblement du sol (ici séisme de 2010 au Chili). Dans ce cas, le lieu et le bâtiment étaient vulnérables.

Le risque sismique est la combinaison entre l'aléa sismique, les biens et les populations qui y sont soumises, et leur vulnérabilité face à cet aléa. En fonction des situations géodynamiques, politiques, sociales et économiques, le risque sismique dans le monde est très variable, selon les régions considérées. Dans les régions les plus exposées à l'aléa sismique, la réduction du risque passe notamment par l'information des populations et la construction de bâtiments aux normes parasismiques. Afin de définir les risques sismiques, les sismologues doivent caractériser : l'aléa, par l'étude des paléo-séismes enregistrés dans les archives géologiques et/ou humaines ; les enjeux, qui désignent les populations et/ou les infrastructures soumises à l'aléa ; la vulnérabilité, qui dépend des caractéristiques géologiques de la région, de la préparation des populations et de la qualité des infrastructures.

## Prévention
Ce qui intéresse les spécialistes de la prévention sismique ou de prospective, ce sont les dégâts dans les bâtiments et infrastructures périphériques (routes, canaux, barrages, écluses, ports, aéroports, centrales nucléaires, réseaux d'eau, électrique, gazier, antennes et réseaux de télécommunications...), ainsi que les pertes de fonctions (dans un hôpital par exemple) que peuvent causer les séismes. Il faut donc évaluer dans chaque région les dégâts les plus importants qui peuvent être causés par un séisme. Ceci revient à déterminer l'intensité macrosismique maximale que l'on peut ressentir dans la région en question.
Les sismologues préfèrent en fait étudier l'accélération du sol (dont le paramètre "accélération maximale du sol") qui est liée à l'intensité mais qui est une grandeur physique alors que l'intensité est une grandeur plus globale et subjective. Déterminer le risque sismique en un lieu est donc déterminer l'accélération maximale que le sol est susceptible de subir lors d'un tremblement de terre. Cette accélération est en général exprimée en fonction de l'accélération de la pesanteur qui vaut environ 9,8 m/s2.
On ne peut toutefois anticiper avec précision les mouvements du sol dus à de possibles futurs séismes avec les méthodes de prédictions disponibles. Les seuls éléments dont les sismologues disposent sont des données géologiques et des statistiques sur l'occurrence et la magnitude des séismes dans une région. Ils doivent donc raisonner en termes de probabilité : une évaluation de risque sismique revient à donner une accélération maximale que le sol peut subir et un pourcentage de "chance" pour que cette valeur soit atteinte au cours d'une période de référence. Par exemple, « il y a 5 % de « chance » que le sol subisse une accélération de 0,5 g (soit 5 m/s2  ou une intensité IX) dans les cinquante prochaines années mais il y a 40 % de "chance" pour qu'il subisse une accélération de 0,1 g (soit 1 m/s2 ou une intensité VI) avant 50 ans. » Ensuite, en fonction de ces valeurs, on classe la zone comme étant plus ou moins « à risques » et on trace des cartes plus globales de zonage sismique recensant le risque déterminé pour chaque zone.
La bonne prévention s'appuie sur   :
- une bonne évaluation de l'aléa sismique (qui implique par une bonne connaissance des séismes) ;
- une conception adéquate des constructions et ouvrages nouveaux ;
- un contrôle efficace de la bonne exécution de ces ouvrages ;
- le confortement du bâti ancien lorsqu'il pose des problèmes ;
- des documents d'urbanisme qui évitent de trop grandes concentrations (de population et/ou industrielles) dans les zones à plus haut risque.

La prévention sert à se protéger soi-même et ses proches.

## Comment évaluer un risque sismique?
La chaîne de risque sismique R est la combinaison de l'aléa sismique A en un point donné et la vulnérabilité V des enjeux.
Les effets d'un tremblement de terre dépendent de plusieurs paramètres :
- la vulnérabilité du sol (ex : risque de liquéfaction, coulées de boue, glissements de terrain) ;
- la vulnérabilité des installations et infrastructures ;
- la fréquence et l'intensité du séisme ;
- la plus ou moins grande proximité et profondeur de l'épicentre (le temps de donner l'alerte ou d'enclencher des dispositifs automatiques de sécurité (tel que l'arrêt de réacteurs nucléaires), la préparation des secours, etc.  dépend du délai entre l'annonce du séisme et de la manifestation de ses effets. Certains séismes resteront brutaux et sans signes précurseurs certains) ;
- l'« effet de site » qui amplifie localement les secousses sismiques (couches superficielles meubles, discontinuités géologiques, bord de vallée, colline, vallée glaciaire)[4] ;
- une éventuelle aggravation des dégâts par la répétition de secousses (répliques sismiques) ;
- des évènements secondaires tels qu'éruption ou sans coulée de lave ou retombées de matériaux (blocs, cendres volcaniques), émissions de vapeurs ou fumées nocives, ou encore production d'un ou plusieurs tsunami(s) ;
- la conjonction et intrication de plusieurs catastrophes sur un même lieu et au même moment, dont éventuellement séisme + accident nucléaire. Cette situation est dite "Genpatsu-shinsai" au Japon. Cette expression accole les expressions Genpatsu (原発), abréviation du mot "centrale nucléaire" et shinsai (震災) "tremblement de terreé"[5],[6],[7]. C'est une situation synergique de risque et danger, où les conséquences de deux situations (sismique et radiologiques) peuvent s'aggraver l'une l'autre, et fortement compliquer la gestion de crise et la résolution des problèmes. Cela a été le cas plusieurs fois au Japon, avec la plus grande gravité en mars 2011 lors de l'accident nucléaire de Fukushima.

Une première étape est l'évaluation de la vulnérabilité géologique de la zone considérée. Elle s'appuie sur :
- l'exploitation d'un réseau de sismomètres (à créer le cas échéant) dans la région à étudier.
Pour cela, des observations sur une très longue durée sont nécessaires, d'autant plus longue que la sismicité de la zone est modérée. Enregistrer l'activité sismique durant dix ans sans que rien se produise ne signifie pas qu'aucun séisme important ne se produira à plus long terme dans 600 ou 700 ans. L'étude des enregistrements sismiques (de tous les séismes locaux et proches, même minimes) permet de mieux évaluer la sismicité de moyen et long terme, ainsi que la magnitude maximale possible, la récurrence des séismes, le risque de tsunami, etc.
- des études géologiques (étude des failles, situation par rapport à la tectoniques des plaques, etc.)
- des études historiques ; Les scientifiques et historiens travaillant en collaboration étroite peuvent retrouver la trace de séismes passés. C'est la sismologie « historique », qui n'est possible que dans des régions de peuplement ancien et de civilisation écrite. Ainsi on dispose en Chine de 2 700 années d'archives et en France on peut retrouver la trace de séismes jusqu'au XIe siècle, mais en Californie par exemple, il n'y a pas de trace historique de séisme plus ancien que 1800 environ, date du peuplement de la région. On peut alors faire appel à l'archéologie (archéosismologie) et en amont de la période historique à la  paléosismologie.

- D'autres disciplines interviennent en complément :
  - néotectonique[1] ;
  - mesure des mouvements du sol (de modérés à forts), évalués via un réseau adéquat d'accéléromètres, afin de disposer d'un niveau absolu, et tant que possible de données sur les variations locales liées aux "effets de site"[1] ;
  - études de "microzonage sismique" (au Japon, des études et cartes peuvent ainsi être faites à l'échelle d'un quartier)[1].

La seconde étape est celle de l'évaluation prospective : quand on connaît bien l'histoire sismologique récente et ancienne d'une région, on peut se faire une idée de la taille et l'occurrence des séismes destructeurs susceptibles de toucher la région mais aussi. Ceci permet, dans une certaine mesure, et de manière couplée avec les observations actuelles, de déterminer le risque statistique d'occurrence d'un séisme à un endroit donné. On détermine ainsi l'"aléa sismique".
Une troisième étape est celle de la préparation (renforcements ou reconstruction de bâtiments ou infrastructures vulnérables, application normes antisismiques) et de la gestion du risque (cindyniques, exercices et plans de secours, etc).

## Cartes sismiques
Les cartes sismiques sont des documents portés à connaissance, qui visent donc à rendre cartographiquement visible le risque. Elles se basent sur les données géologiques et géotechniques disponibles, et sur l'analyse des évènements récents et de l'histoire sismique quand elle existe. 
Il en existe trois principaux types :
- carte de risque relatif. Les zonages y sont indiquées avec un numéro ou une lettre arbitraires en allant généralement de l'absence supposée de risque (ex : zone 0) à la zone de haut-risque (ex : zone 3) ;
- carte de probabilité du risque, décrivant l'incertitudes statistiques sous-jacente (comme pour un risque en assurance). La carte indique la probabilité qu'il y a de dépasser une intensité donnée dans un laps de temps fixé (en général 50 ou 100 ans) ;
- des cartes d'accélération des sols, utiles aux spécialistes, aux études prospectives et d'aménagement du territoire ou pour le choix des sites et des types de construction futures. Les ingénieurs peuvent déterminer les accélérations futures probables par interpolation directe sur la carte.

La résistance sismique des structures et infrastructures bâties peuvent alors être renforcées en conséquence, en fonction des zones de risque sismiques et de paramètres sismiques tels que les accélérations, comme l'imposent habituellement et théoriquement les codes de construction. Ces données peuvent être prises en compte dans la réhabilitation des bâtiments, quartiers, infrastructures, etc. pour renforcer certaines structures ou infrastructures ou les reconstruire aux normes sismiques.

## Le cas du risque nucléaire associé
La prise en compte de l'aléa sismique et du risque lié aux tsunamis sera sans doute revue à la suite de l'accident nucléaire de Fukushima induit par le séisme de 2011 de la côte Pacifique du Tōhoku, même au Japon où des plans d'exposition au risque concernaient déjà les sites de production nucléaire.
L'accident japonais de mars 2011 associe les conséquences d'un séisme à celles d'un accident nucléaire grave. Cette situation où deux risques croisent leurs effets est depuis 2007 dite au Japon de type      "Genpatsu-shinsai". Ce mot japonais associe les expressions Genpatsu (原発), abréviation du mot "centrale nucléaire" et shinsai (震災) "tremblement de terre",, pour mieux décrire une situation où, en termes de risque et danger, les conséquences de deux situations (sismique et radiologiques) s'aggravent l'une l'autre, en compliquant la gestion de crise et la résolution des problèmes.

## Financements
En France, ils relèvent de l'État et des collectivités.
Aux États-Unis, en Californie, une taxe spéciale finance le réseau public de mesure et prévention, y compris les salaires et l'équipement du personnel, via par une taxe de 0,014 % sur les constructions nouvelles (à la suite du séisme de San Fernando de 1971).

## Par zone

### En Europe
En Europe, les plaques tectoniques eurasienne et africaine sont en contact. Les pays les plus confrontés à ce danger sont la Turquie, la Grèce, les pays de la péninsule des Balkans, l'Italie et la Roumanie.
Le programme Share a regroupé treize pays (Turquie, Algérie, et états européens). La France en fait partie. Ce programme, dont le coût est d'environ 4,1 millions d'euros, a été financé à hauteur de 80 % par l'Union européenne.
Ces études européennes cherchent à qualifier les risques sur les cinquante prochaines années avec une probabilité de 10 % .
Il existe également un programme planétaire, le Global Earthquake Model (en).

#### En France
Ce risque est suivi en métropole et territoires d'outre-mer par plusieurs organismes coordonnés par le Bureau de recherches géologiques et minières (BRGM) :
- Électricité de France (EDF) ;
- Institut de radioprotection et de sûreté nucléaire (IRSN) (ancien Institut de Protection et de Sûreté Nucléaire (IPSN)) qui notamment analysent les anciens témoignages écrits sur les tremblements de terre.

Un site internet, sisfrance.net, est consacré à l'information sur le risque sismique.
Depuis octobre 2010, la France dispose d'un nouveau zonage sismique divisant le territoire national en cinq zones de sismicité croissante en fonction de la probabilité d'occurrence des séismes. Une nouvelle terminologie, plus simple, est entrée en vigueur le 1er mai 2011.
| Ancienne terminologie | Nouvelle terminologie | Aléa sismique |
| --------------------- | --------------------- | ------------- |
| Zone de sismicité 0   | Zone de sismicité 1   | très faible   |
| Zone de sismicité Ia  | Zone de sismicité 2   | faible        |
| Zone de sismicité Ib  | Zone de sismicité 3   | modéré        |
| Zone de sismicité II  | Zone de sismicité 4   | moyen         |
| Zone de sismicité III | Zone de sismicité 5   | fort          |

#### En Italie
La classification sismique en Italie est la subdivision du territoire de la république italienne en zones spécifiques, caractérisées par un risque sismique commun.
Le territoire italien est actuellement divisé en 174 districts sismiques, inclus ceux de la mer, zone sismique définie par une dénomination spécifique utile pour localiser la zone où se trouve l'épicentre d’un tremblement de terre.

#### À Malte
Le risque sismique à Malte est considéré comme assez faible avec peu de dégâts historiques recensés et aucune victime connue. L'archipel est pourtant dans une zone de potentiel sismique important, et le risque sur la population est probablement sous-évalué.